# محمد عوض محمد
محمد عوض محمد يوسف (3 مارس 1895 - 10 يناير 1972م)، أحد علماء الجغرافيا المصريين، أنشأ معهد الدرسات السودانية في عام 1950م، وشغل منصب مدير لجامعة الاسكندرية في عام 1953، وكان اخر وزير للمعارف.
كما شغل منصب رئيس المجلس التنفيذي لليونسكو في الفترة من 1960 الي 1962م.

## حياته
ولد بمدينة المنصورة في 3 مارس سنة 1895م. حفظ القرآن الكريم وحصل علي الشهادة الابتدائية سنة 1909، ثم الثانوية القسم الأدبي سنة 1913 وكان ترتيبه الأول، والتحق بمدرسة المعلمين العليا، واعتقل في عام 1916 وهو في السنة النهائية بسبب نشاطه السياسي ضد الاحتلال ونفي إلى مالطا حتي 1919م، وقد تعطل لذلك عن الدراسة لمدة أربع سنوات ولكنه استفاد من فترة النفي بتعلم التركية والألمانية من أسرى الحرب العالمية الأولى. عاد الي مصر بعد ذلك وحصل علي دبلوم المعلمين عام 1920 وسافر بعد ذلك في بعثة ليحصل علي البكالوريوس والماجستير من جامعة ليفربول والدكتورة من جامعة لندن عام 1926 ثم تعينه بجامعة فؤاد الأول مدرسا فاستاذا مساعدا عام 1932 واستاذا عام 1937. رأس تحرير «المجلة» وعين في مجمع اللغة العربية.

## كتب
- نهر النيل.
- السودان الشمالي سكانه وقبائله.
- سلالات وحضارات أفريقيا.
- سكان هذا الكوكب.
- الاستعمار والمذاهب الاستعمارية.
- ترجمة فاوست للكاتب الألماني جوته.
- ترجمة بعض أعمال شكسبير مثل هاملت والملك جون وهنري الخامس.
- من مؤلفاته الأدبية: «سنوحي»، «حديث الشرق والغرب»، «ملكات الجمال»، «فن المقال العربي».

## تكريم وجوائز
- جائزة الدولة للعلوم الاجتماعية سنة 1952م
- نوط الجدارة من الدرجة الأولى ستى 1954م